# Salomón Rondón
José Salomón Rondón Giménez (ur. 16 września 1989 w Caracas) – piłkarz wenezuelski grający na pozycji napastnika w meksykańskim klubie Pachuca.

## Kariera klubowa

### Wczesne lata
Urodzony w Caracas Rondón swój debiut w Primera División Venezolana zaliczył w wieku zaledwie 17 lat, wystąpił wówczas w barwach swojego pierwszego seniorskiego klubu, Aragua Maracay w meczu z Carabobo Valencia 8 października 2006 roku. 8 kwietnia następnego roku strzelił swojego pierwszego gola w profesjonalnej piłce, a uczynił to w zremisowanym 2-2 meczu z Caracas FC.

### Las Palmas
Latem 2008 roku Rondón podpisał kontrakt z UD Las Palmas. Pierwszy mecz w nowym klubie zaliczył w towarzyskim spotkaniu z FC Barceloną B. Swój pierwszy oficjalny debiut zaliczył natomiast 4 października w pojedynku z Deportivo Alavés w ramach rozgrywek Segunda División. Rok później Rondón strzelił dla swojego klubu pierwszego gola, trafiając 2 września 2009 w Pucharze Króla przeciwko Cádiz CF, będąc najmłodszym zagranicznym strzelcem w historii Las Palmas (miał wtedy 19 lat 11 miesięcy i 17 dni).

### Málaga
19 lipca 2010 Málaga CF zakontraktowała Rondóna za rekordowe dla klubu z Andaluzji €3,5 miliona. Pierwszego gola dla nowego zespołu napastnik zaliczył w przegranym 1-2 domowym meczu z Sevillą w Primera División. Cztery dni później otworzył natomiast wynik w wygranym ostatecznie 2-0 pojedynku z Getafe CF. Trzeciego dołożył natomiast w kolejnym tygodniu w przegranym 2-3 starciu z Villarrealem.
1 maja 2011 Rondón strzelił gola, a jego Málaga potrafiła odwrócić losy meczu i wygrać 3-1 z Hérculesem Alicante. To był jego trzynasty gol w tamtym sezonie, co uczyniło go najskuteczniejszym Wenezuelczykiem w historii hiszpańskiej ekstraklasy, wcześniej ten rekord należał do Juana Arango. Ostatecznie jego drużyna uniknęła spadku, a on został był najlepszym strzelcem swojego zespołu w sezonie.
Rondón kolejny sezon rozpoczął jako zmiennik Ruuda van Nistelrooya, ale ostatecznie potrafił wygrać rywalizację z doświadczonym Holendrem i ponownie zostać najlepszym strzelcem zespołu.

### Rubin Kazań

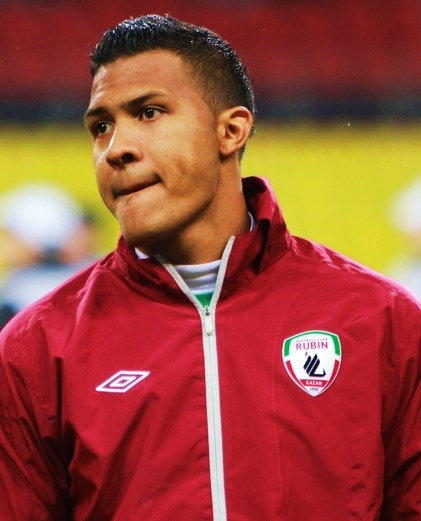
Rondón przed meczem Ligi Europy przeciwko Chelsea

W sierpniu 2012 Rondón podpisał umowę z występującym w Priemjer-Lidze Rubinem Kazań. Rosyjski zespół zapłacił za niego €10 milionów, będąc tym samym najdroższym wenezuelskim piłkarzem w historii. Swój debiut w lidze zawodnik zaliczył 12 sierpnia w wygranym 2-0 meczu z Dynamem Moskwa, a pierwszego gola strzelił 1 września w przegranym 1-2 spotkaniu z Terekiem Grozny.
Rondón pierwszy mecz w Lidze Europy UEFA zaliczył w meczu z Interem Mediolan, strzelając w tym meczu jednego gola. Samo spotkanie zakończył się wynikiem 2-2. W rewanżowym pojedynku, który Rubin wygrał 3-0, Wenezuelczyk również potrafił pokonać raz bramkarza rywali.
10 marca 2013 Rondón strzelił jedynego gola w wygranym meczu z mistrzami Kraju, zespołem Zenitu Sankt Petersburg. W rozgrywkach międzynarodowych zdołał strzelić gola w 100. minucie pojedynku z Levante UD. Jego gol przyczynił się do wygranej swojego zespołu 2-0 i awansu do dalszej fazy Ligi Europy.
19 kwietnia Rondón otworzył wynik, ale jego gol dał tylko remis 1-1 z Amkarem Perm. W kolejnym ligowym spotkaniu swojej drużyny z CSKA Moskwa, późniejszym mistrzem kraju, też zdołał strzelić gola, a jego drużyna wygrała 2-0.
1 września 2013 napastnik ustrzelił hat-tricka w wygranym 3-0 meczu z Urałem Jekaterynburg.

### Zenit
31 stycznia 2014 roku podpisał 5-letni kontrakt z Zenitem Sankt Petersburg.

### West Bromwich Albion
10 sierpnia 2015 roku Rondon podpisał 4-letni kontrakt z West Bromwich Albion. Napastnik kosztował angielski klub 12 milionów funtów. Jest on najdroższym zawodnikiem w historii klubu.

### Dalian Yifang
18 lipca 2019 roku podpisał kontrakt z chińskim zespołem Dalian Yifang w którym będzie występować na pozycji napastnika. Zespół pozyskujący zawodnika musiał zapłacić kwotę odstępnego wynoszącą 18 mln euro. Trzyletni kontrakt zawodnika opiewa na łączną kwotę 24 mln euro.

## Kariera reprezentacyjna
Rondón powołany został do kadry na Mistrzostwa Świata U-20 2009 w Egipcie. Strzelił dla swojej reprezentacji podczas tego turnieju cztery gole – podobnie jak swój reprezentacyjny kolega Yonathan del Valle zaliczył hat-tricka w wygranym 8-0 pojedynku z reprezentacją Tahiti. Jego drużyna w tym turnieju dotarła do 1/8 finału.
Już przed tym czempionatem zadebiutował w dorosłej reprezentacji Wenezueli, dokładniej 3 lutego w towarzyskim starciu przeciwko Haiti. Swojego pierwszego gola trafił w tym zespole w meczu przeciwko Salwadorowi 23 marca tego samego roku.

### Gole w reprezentacji
| #   | Data             | Miejsce                                            | Przeciwnik | Gol   | Wynik | Rozgrywki                           |
| --- | ---------------- | -------------------------------------------------- | ---------- | ----- | ----- | ----------------------------------- |
| 1.  | 23 marca 2008    | José Antonio Anzoátegui, Puerto La Cruz, Wenezuela | Salwador   | 1 – 0 | 1 – 0 | mecz towarzyski                     |
| 2.  | 11 lutego 2009   | Monumental de Maturín, Maturín, Wenezuela          | Gwatemala  | 2 – 1 | 2 – 1 | mecz towarzyski                     |
| 3.  | 9 lutego 2011    | José Antonio Anzoátegui, Puerto La Cruz, Wenezuela | Kostaryka  | 1 – 1 | 2 – 2 | mecz towarzyski                     |
| 4.  | 9 lutego 2011    | José Antonio Anzoátegui, Puerto La Cruz, Wenezuela | Kostaryka  | 2 – 2 | 2 – 2 | mecz towarzyski                     |
| 5.  | 13 lipca 2011    | Padre Ernesto Martearena, Salta, Argentyna         | Paragwaj   | 1 – 0 | 3 – 3 | Copa América 2011                   |
| 6.  | 23 maja 2012     | Polideportivo Cachamay, Puerto Ordaz, Wenezuela    | Mołdawia   | 2 – 0 | 4 – 0 | mecz towarzyski                     |
| 7.  | 23 maja 2012     | Polideportivo Cachamay, Puerto Ordaz, Wenezuela    | Mołdawia   | 4 – 0 | 2 – 1 | mecz towarzyski                     |
| 8.  | 2 czerwca 2012   | Estadio Centenario, Montevideo, Urugwaj            | Urugwaj    | 1 – 1 | 1 – 1 | kwalifikacje Mistrzostw Świata 2014 |
| 9.  | 11 września 2012 | Defensores del Chaco, Asunción, Paragwaj           | Paragwaj   | 0 – 1 | 0-2   | kwalifikacje Mistrzostw Świata 2014 |
| 10. | 11 września 2012 | Defensores del Chaco, Asunción, Paragwaj           | Paragwaj   | 0 – 2 | 0-2   | kwalifikacje Mistrzostw Świata 2014 |
| 11. | 26 marca 2013    | Polideportivo Cachamay, Puerto Ordaz, Wenezuela    | Kolumbia   | 1 – 0 | 1-0   | kwalifikacje Mistrzostw Świata 2014 |
| 12. | 10 września 2013 | José Antonio Anzoátegui, Puerto La Cruz, Wenezuela | Paragwaj   | 1 – 1 | 3-2   | kwalifikacje Mistrzostw Świata 2014 |

## Sukcesy

### Klubowe
Aragua
- Puchar Wenezueli: 2007/08

Zenit Sankt Petersburg
- Primjer Liga: 2014–15
- Superpuchar Rosji: 2015

## Statystyki

### Klubowe
| Club                 | Season             | League | League | Cup  | Cup   | Continental | Continental | Total | Total |
| Club                 | Season             | Apps   | Goals  | Apps | Goals | Apps        | Goals       | Apps  | Goals |
| -------------------- | ------------------ | ------ | ------ | ---- | ----- | ----------- | ----------- | ----- | ----- |
| Aragua               | 2006/2007          | 21     | 7      | 0    | 0     | –           | –           | 21    | 7     |
| Aragua               | 2007/2008          | 28     | 8      | 9    | 3     | –           | –           | 37    | 11    |
| Aragua               | Łącznie            | 49     | 15     | 9    | 3     | –           | –           | 58    | 18    |
| UD Las Palmas        | 2008/09            | 10     | 0      | 0    | 0     | –           | –           | 10    | 0     |
| UD Las Palmas        | 2009/10            | 36     | 12     | 1    | 2     | –           | –           | 37    | 14    |
| UD Las Palmas        | Łącznie            | 46     | 12     | 1    | 2     | –           | –           | 47    | 14    |
| Málaga CF            | 2010/11            | 30     | 14     | 2    | 2     | –           | –           | 32    | 16    |
| Málaga CF            | 2011–12            | 37     | 11     | 3    | 0     | –           | –           | 40    | 11    |
| Málaga CF            | Łącznie            | 67     | 25     | 5    | 2     | –           | –           | 72    | 27    |
| Rubin Kazań          | 2012/2013          | 25     | 7      | 0    | 0     | 12          | 6           | 37    | 13    |
| Rubin Kazań          | 2013/2014          | 11     | 6      | 0    | 0     | 5           | 4           | 16    | 10    |
| Rubin Kazań          | Łącznie            | 36     | 13     | 0    | 0     | 17          | 10          | 53    | 23    |
| Zenit Petersburg     | 2013/2014          | 10     | 7      | 0    | 0     | 2           | 1           | 18    | 8     |
| Zenit Petersburg     | 2014/2015          | 26     | 12     | 0    | 0     | 12          | 4           | 38    | 16    |
| Zenit Petersburg     | 2015/2016          | 1      | 0      | 0    | 0     | 0           | 0           | 1     | 0     |
| Zenit Petersburg     | Łącznie            | 37     | 19     | 0    | 0     | 14          | 2           | 57    | 24    |
| West Bromwich Albion | 2015/2016          | 34     | 8      | 6    | 1     | 0           | 0           | 40    | 9     |
| West Bromwich Albion | 2016/2017          | 35     | 9      | 2    | 0     | 0           | 0           | 37    | 9     |
| West Bromwich Albion | 2017/2018          | 36     | 7      | 4    | 3     | 0           | 0           | 39    | 11    |
| West Bromwich Albion | Łącznie            | 108    | 24     | 12   | 4     | 0           | 0           | 116   | 28    |
| Newcastle United     | 2018/2019          | 32     | 11     | 1    | 1     | 0           | 0           | 33    | 12    |
| Łącznie w karierze   | Łącznie w karierze | 363    | 123    | 28   | 12    | 42          | 10          | 419   | 136   |

### Reprezentacyjne
| Wenezuela | Wenezuela | Wenezuela |
| Rok       | Mecze     | Gole      |
| --------- | --------- | --------- |
| 2008      | 3         | 1         |
| 2009      | 3         | 1         |
| 2010      | 3         | 0         |
| 2011      | 11        | 3         |
| 2012      | 8         | 5         |
| 2013      | 6         | 2         |
| 2014      | 2         | 0         |
| 2015      | 10        | 2         |
| 2016      | 11        | 4         |
| 2017      | 9         | 1         |
| Razem     | 66        | 19        |